# 야시카 J-3
야시카 J-3(Yashica J-3)은 1963년에 출시된 35mm SLR 카메라다. 야시카 펜타마틱의 재 설계품이나, 기능상 다른점이 많다.